# Mongbwalu
Mongbwalu ou Mangbwalu est une localité, du territoire de Djugu de la province de l'Ituri en République démocratique du Congo.

## Géographie
Elle est située sur la route RP 432 à 80 km au nord-ouest du chef-lieu provincial Bunia.

## Histoire
Les Belges au service de l'État indépendant du Congo ont trouvé les mines d'or déjà connues et utilisées par la population locale pour la joaillerie en 1903, à 30 km de Mongbwalu. Ils ont poursuivi l'exploitation avec la SOKIMO (Société minière de Kilo-Moto) pendant la période coloniale. Depuis l'indépendance en 1960 l'exploitation a été nationalisée puis à nouveau privatisée.

## Administration
Localité de 40 006 électeurs inscrits en 2018, elle a le statut de commune rurale de moins de 80 000 électeurs et  compte 7 conseillers municipaux en 2019.

## Population
Le recensement date de 1984,.
| 1951    | 2004   | 2012   |
| ------- | ------ | ------ |
| 16 969. | 26 176 | 30 710 |

## Économie
La ville est un centre minier des Mines d'or de Kilo-Moto (Sokimo). 